# …är…
…är… är ett album av den svenske sångaren Tommy Körberg, utgivet 1988. Bland låtarna finns Stad i ljus med vilken Tommy Körberg vann Melodifestivalen 1988 och i den internationella finalen, Eurovision Song Contest 1988 i Dublin, kom melodin på 12:e plats.

## Låtlista

### Sida A
1. Stad i ljus
2. Trubbel
3. Va' med mig
4. Jag är
5. Boogie kl. 5.00

### Sida B
1. Jag vill ha dig här
2. Samme man
3. Kärlekens rätt att ta
4. Himlen är oskyldigt blå
5. Som månen sköljer dig i ljus

### Bonusspår på CD-utgåvan
1. Vårvintermånad

## Listplaceringar
| Lista (1988) | Topplacering |
| ------------ | ------------ |
| Sverige      | 16           |